# Русская колея
Ру́сская колея́ — ширина железнодорожной колеи, равная 1520 мм (в России допускается к эксплуатации на скоростных железных дорогах от 1516 до 1524 мм). Колея в 1520 мм является основной на территории стран бывшего СССР.

## История

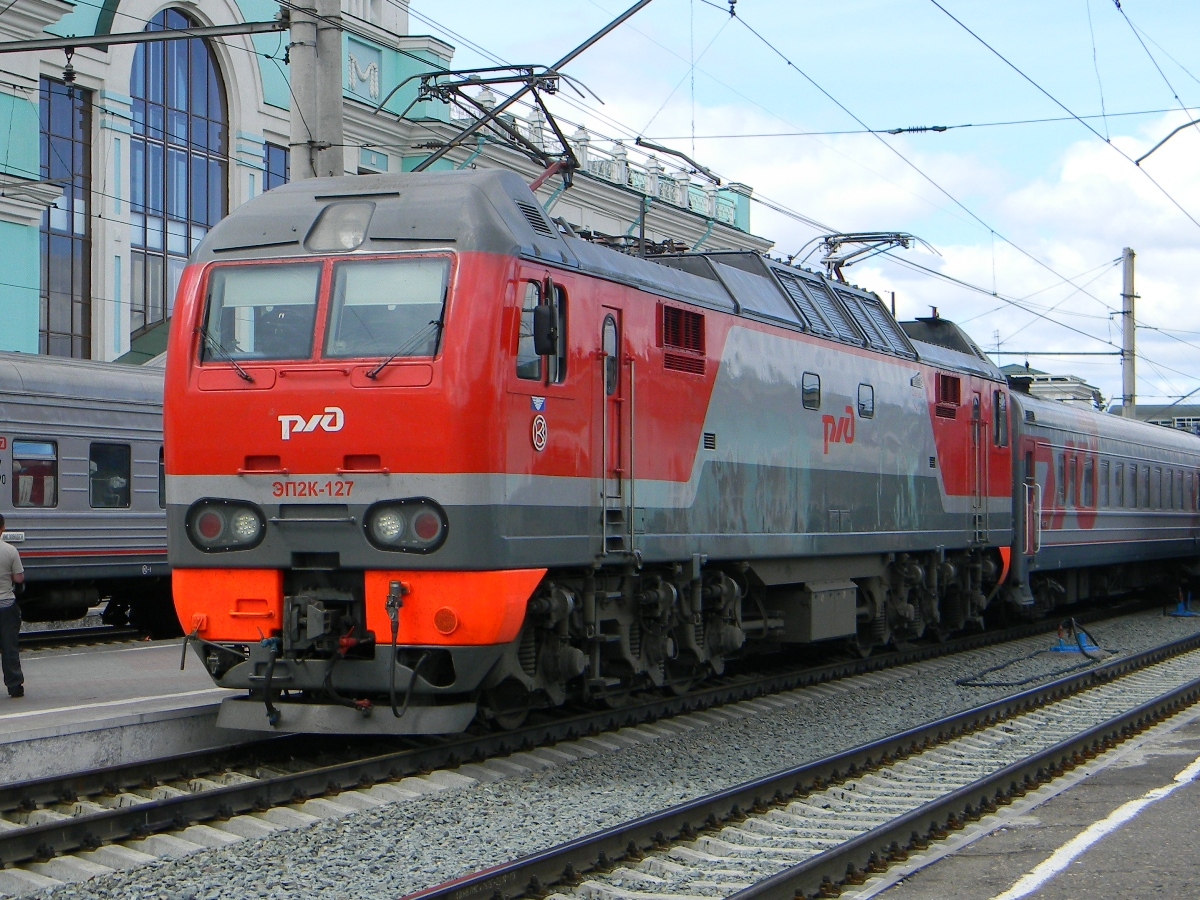
Россия. Омск. Электровоз ЭП2К на колее 1520 мм

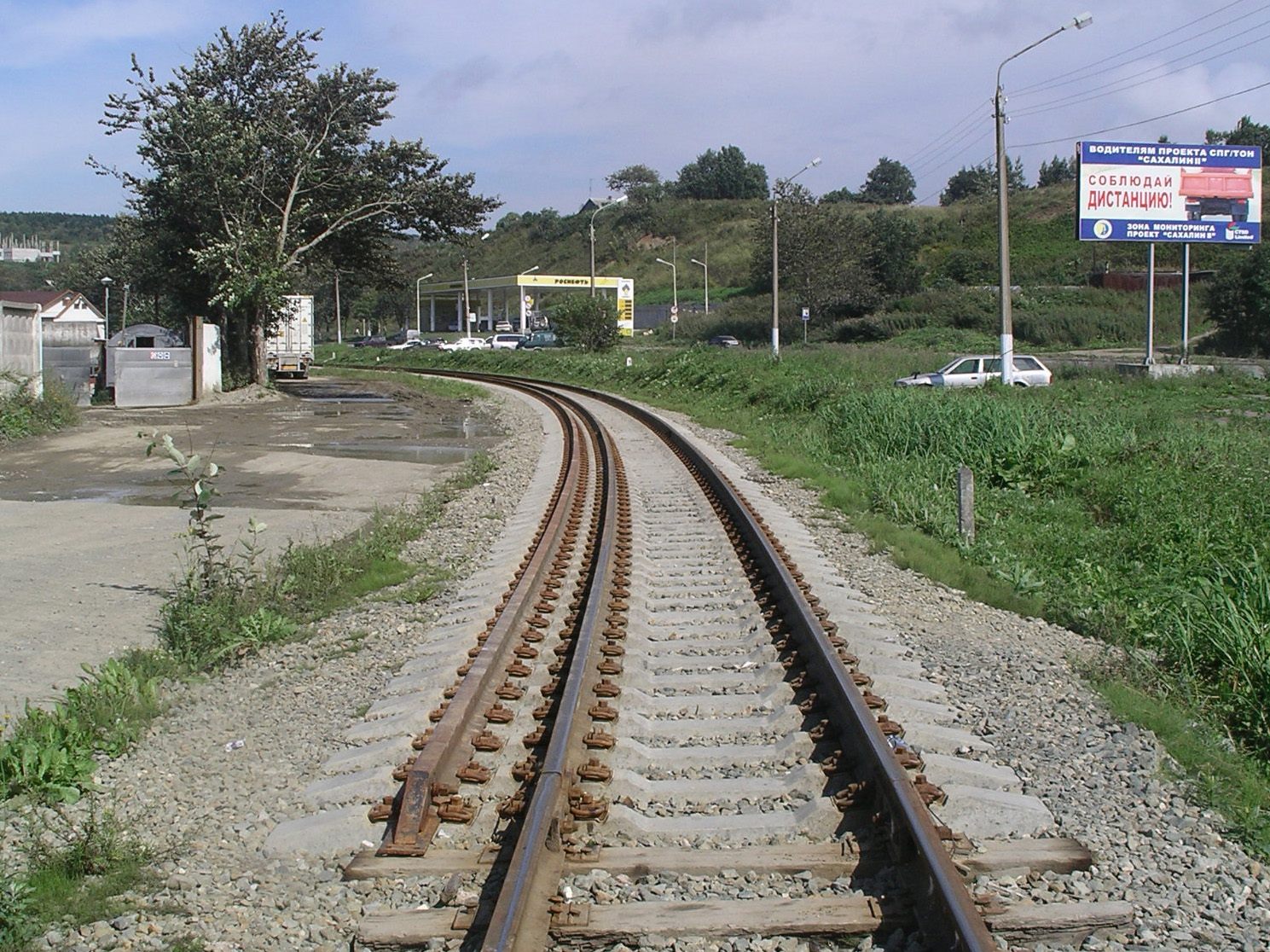
Сахалинская область, перешивка японской колеи на русскую

Железные дороги, ширина колеи которых составляла 1524 мм (5 футов), впервые были построены в Великобритании и в США. В Российской империи данная ширина колеи стала использоваться в ходе постройки Санкт-Петербурго-Московской железной дороги. На момент начала её сооружения ещё не существовало какого-то стандарта колеи, и железные дороги в Западной Европе, США и в России строились с различным расстоянием между рельсами. Так, первые железные дороги общего пользования в Российской империи — Царскосельская и Варшаво-Венская имели ширину колеи 1829 и 1435 мм соответственно. До начала строительства железной дороги от Петербурга до Москвы, помимо прочего, обсуждался и вопрос о ширине колеи будущей магистрали. На заседаниях комитета железных дорог, руководившего проектированием и строительством дороги, большинство его участников первоначально выступало за строительство новой магистрали с шириной колеи 6 футов (1829 мм) — такой же, как у Царскосельской железной дороги. Американский инженер Д. Уистлер, приглашённый в качестве консультанта для сооружения дороги, напротив, настаивал на ширине колеи в 5 футов (1524 мм). Железные дороги такой колеи были на тот момент широко распространены в США. Несмотря на то, что ширина колеи в 5 футов отличалась от колеи как Царскосельской, так и Варшаво-Венской железных дорог, Уистлер смог убедить в целесообразности пятифутовой колеи некоторых членов комитета и Главноуправляющего путями сообщения. В итоге лишь начальник штаба Корпуса горных инженеров К. В. Чевкин продолжил выступать за колею в 6 футов, остальные поддержали вариант Уистлера, и 14 февраля (26 февраля) 1843 года император Николай I утвердил постройку железной дороги с колеёй 5 футов (1524 мм), ставшей впоследствии стандартной по всей России.

## Распространённость
Русская колея с шириной 1520 мм — вторая по суммарной длине проложенных путей в мире. Охватывая значительную часть Евразии, сеть железных дорог 1520 мм образует единую непрерывную систему.
Полностью русскую колею используют в своих железных дорогах следующие страны:
- Азербайджан
- Армения
- Белоруссия
- Грузия
- Казахстан
- Кыргызстан
- Латвия
- Литва
- Молдавия
- Монголия
- Россия
- Таджикистан
- Туркменистан
- Узбекистан
- Украина
- Эстония

Колея с шириной 1520 мм используется на железной дороге также и в Афганистане (см. статью Железнодорожный транспорт в Афганистане), на линиях, идущих от Серхетабада (Туркменистан) до Торагунди (провинция Герат) и от Галаба (Узбекистан) до Хайратона (провинция Балх) и Мазари-Шарифа. Однако наряду с колеёй 1520 мм на территории Афганистана также проложена линия шириной 1435 мм (Европейская колея) из Ирана и две линии шириной 1676 мм (Индийская колея) из Пакистана, так что на текущий момент нельзя сказать, что в этой стране существует какой-то единый национальный стандарт ширины железнодорожной колеи.
Страны, которые используют колею 1524 мм в качестве основной железнодорожной колеи.
- Финляндия

Ширина колеи 1524 мм близка к российской (1520 мм), поэтому железнодорожное сообщение между этими двумя колеями осуществляется практически без проблем.

### Отдельные линии в других странах с шириной 1520 мм или 1524 мм
Существует несколько отдельных линий шириной 1520 мм (Русская колея) или 1524 мм, проложенных в странах, где этот стандарт не является основным, а именно:
- Болгария. Короткий участок на паромном терминале в Варне, с которого осуществляются рейсы на украинскую Одессу и грузинский Поти. Оснащён оборудованием для смены тележек у вагонов.
- Венгрия. Участок длиной около 46 км от станции Захонь до границы с Украиной[3].
- Германия. Короткий участок на паромном терминале в порту Засниц (Мукран). После распада СССР паромное сообщение несколько раз прерывалось. В 2012—2014 годах действовала регулярная линия между Засницем и (через Балтийск) Усть-Лугой[4]. Нерегулярные перевозки осуществлялись как раньше, так и позже этого периода; в частности именно таким путём были доставлены в Россию произведённые в Германии скоростные поезда «Сапсан».

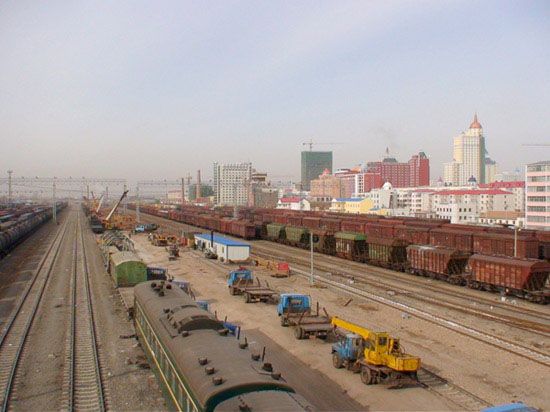
На китайской станции Маньчжурия. Справа можно видеть российские вагоны, слева — китайские.

- Китай. На железнодорожных пограничных переходах:
  - Переход Забайкальск (РФ) — Маньчжурия (КНР)[5].
  - Переход Гродеково (РФ) — Суйфыньхэ (КНР)[5].
  - Переход «Золотое звено» Камышовая (РФ) — Хуньчунь (КНР)[5].
  -  Фуникулёр на пик Виктория в Гонконге.
- КНДР. Пограничный переход Хасан (РФ) — Туманган (КНДР)[5]. В 2011 году был восстановлен 54 км участок железной дороги Туманган — Наджин (КНДР).
- Польша. Польская ширококолейная металлургическая линия длиной 395 км.
  - Переход Мамоново (РФ) — Бранево (Польша).
  - Мостиска (Украина) — Пшемысль (Польша).
- Румыния.
  - Однопутная линия, соединяющая Молдавию и металлургический комбинат в Галаце.
  - Линия Яссы — Унгены, соединяющая Молдавию и Яссы (станция Сокола). Осуществляются пассажирские перевозки (Поезд Кишинёв — Яссы едет без смены тележек).
- Словакия. Ширококолейная линия Ужгород — Кошице и линия Чьерна-над-Тисоу — Мукачево (Украина).
- США. Фуникулёры Дюкейн и Мононгалела в Питтсбурге, Пенсильвания
- Швеция. Короткий участок (колея 1524 мм) используется на сортировочной станции Хапаранда. Используется для перегрузки между финскими и шведскими поездами.
- Сирия[источник не указан 748 дней]. Короткий участок Алеппо-Джибрин (Депо Алеппо), построенный для пригородного сообщения[источник не указан 748 дней].
- Французская Гвиана. Короткий участок от монтажно-испытательного корпуса до стартового комплекса «Союз» на космодроме Куру.

Существуют также относительно короткие транзитные участки, идущие по территории Ирана, Польши, Румынии.

### Планировавшееся развитие
- Австрия, Словакия. В период с 2007 по 2010 год велась и широко анонсировалась проработка проекта продления линии Ужгород — Кошице до Братиславы и Вены (Австрия). Строительство трассы предполагалось начать в 2023 году и закончить к 2033 году[6].

### Ранее существовавшие
Первая железнодорожная линия Ирана, Джульфа — Тегеран, также была построена с шириной 1520 мм, но позже перешита на 1435 мм по политическим причинам.
Перешивке на 1435 мм подверглись также:
- линии железных дорог, построенные Российской империей на территории Китая, в частности, КВЖД (перешивалась дважды, сначала японцами в 1930-е годы, потом китайцами в 1950-е);
- железные дороги с колеёй 1524 мм на территории Западной Белоруссии, Виленского края и Волыни, вошедших в начале 1920-х годов в состав Польши (потом были перешиты снова на 1524 мм);
- железные дороги с колеёй 1524 мм на территории Литвы и Латвии (в Латвии процесс перехода на европейскую колею не был завершён к 1940 году);
- Панамская железная дорога (до 2000 года);
- железные дороги с колеёй 1524 мм, проложенные в XIX веке в США, главным образом в южных штатах.

В начале XX века на железнодорожной линии Берлин — Варшава смена колеи осуществлялась в приграничном городе Александрово, на границе Западной Пруссии (Германская империя) и Царства Польского (Российская империя).

## Изменение ширины колеи
Начиная с мая 1970 года железные дороги СССР начали изменение ширины колеи с 1524 мм на 1520 мм. Но Правила технической эксплуатации допускают эксплуатацию существующей колеи 1524 мм до её капитального ремонта или реконструкции. Разница в 4 мм не требует переоборудования подвижного состава, но на переходном этапе вызвала серьёзные проблемы с резко увеличившимся износом колёсных пар подвижного состава.
В Финляндии Финскими Государственными железными дорогами ширина колеи не изменена — 1524 мм.
После распада СССР и получения независимости Эстония вернулась к старой ширине колеи в 1524 мм для гармонизации параметров и документации с Финляндскими железными дорогами. Старое полотно не перешивалось, так как этого и не требуется, однако при покупке нового подвижного состава требования могут выставляться именно под 1524 мм.
Интересен факт, что метрополитены РФ и СНГ используют именно новый стандарт 1520 мм, а трамваи, для которых стандарт не менялся, используют старый стандарт 1524 мм. Однако на совместимости это не сказывается, и трамваи могут использовать пути с колеёй 1520 мм — например, при использовании железнодорожной рельсо-шпальной решётки на выделенных участках.

## Допуски
Финские железные дороги предусматривают допуски −1/+3 мм, которые ужесточаются для скоростного сообщения: поезд Sm6 «Аллегро», к примеру, имел колею ровно 1522 мм, поскольку финская колея имеет ширину в 1524 мм.
Ширина колеи советских (российских) железных дорог: 1520 −4/+8 мм.